# Christian Corrêa Dionisio
Christian Corrêa Dionisio (Porto Alegre, Brasil, 23 d'abril de 1975) és un exfutbolista brasiler. Va disputar 11 partits amb la selecció del Brasil.